# Resolutie 1035 Veiligheidsraad Verenigde Naties
Resolutie 1035 van de Veiligheidsraad van de Verenigde Naties werd op 21 december 1995 unaniem aangenomen door de VN-Veiligheidsraad. Het was de Veiligheidsraads laatste resolutie voor 1995. Deze resolutie richtte de UNIPTF-politiemissie in Bosnië en Herzegovina op.

## Achtergrond
In 1980 overleed de Joegoslavische leider Tito, die decennialang de bindende kracht was geweest tussen de zes deelstaten van het land. Na zijn dood kende het nationalisme een sterke opmars, en in 1991 verklaarden verschillende deelstaten zich onafhankelijk. Zo ook Bosnië en Herzegovina, waar in 1992 een burgeroorlog ontstond tussen de Bosniakken, Kroaten en Serviërs. Deze oorlog, waarbij etnische zuiveringen plaatsvonden, ging door tot in 1995 vrede werd gesloten.

## Inhoud
De Veiligheidsraad:
- Herinnerde aan resolutie 1031.
- Herinnerde ook aan het raamakkoord voor vrede in Bosnië en Herzegovina.
- Overwoog het rapport van de secretaris-generaal.

1. Keurt het rapport en de voorstellen over de VN-betrokkenheid bij de uitvoering van het vredesakkoord goed.
2. Besluit om een VN-burgerpolitiemacht op te richten voor een periode van één jaar vanaf de autoriteitsoverdracht van UNPROFOR aan IFOR.
3. Die komt onder leiding van de secretaris-generaal, die gevraagd werd er om de drie maanden over te rapporteren.
4. Besluit op de hoogte te blijven.

## Verwante resoluties
- Resolutie 1031 Veiligheidsraad Verenigde Naties
- Resolutie 1034 Veiligheidsraad Verenigde Naties
- Resolutie 1037 Veiligheidsraad Verenigde Naties (1996)
- Resolutie 1038 Veiligheidsraad Verenigde Naties (1996)

Lijst ·  970 ·  971 ·  972 ·  973 ·  974 ·  975 ·  976 ·  977 ·  978 ·  979 ·  980 ·  981 ·  982 ·  983 ·  984 ·  985 ·  986 ·  987 ·  988 ·  989 ·  990 ·  991 ·  992 ·  993 ·  994 ·  995 ·  996 ·  997 ·  998 ·  999 ·  1000 ·  1001 ·  1002 ·  1003 ·  1004 ·  1005 ·  1006 ·  1007 ·  1008 ·  1009 ·  1010 ·  1011 ·  1012 ·  1013 ·  1014 ·  1015 ·  1016 ·  1017 ·  1018 ·  1019 ·  1020 ·  1021 ·  1022 ·  1023 ·  1024 ·  1025 ·  1026 ·  1027 ·  1028 ·  1029 ·  1030 ·  1031 ·  1032 ·  1033 ·  1034 ·  1035